# Höchberg
Höchberg là một đô thị ở huyện Würzburg bang Bayern thuộc nước Đức. 